# Miwok
Miwok su plemena američkih Indijanaca iz Kalifornije porodice Moquelumnan. jezično i teritorijalno Miwoki su podijeljeni u 7 skupina, to su: Coast Miwok, upravo sjeverno od San Francisca, oni uključuju i Bodega Miwok; Lake Miwok u bazenu jezera Clear Lake; Bay Miwok ili Saclan duž delte San Joaquina i Sacramenta; Plains Miwok, dalje uz donji Sacramento i San Joaquin. Prema istoku su 3 skupine kolektivno nazivane Sierra Miwok, to su: Northern, Central i Southern. Sierra Miwoki imali su preko 100 sela u vrijeme kontakta s Europljanima. 

## Ime
Ime Miwok /množina od “Miwu”/ označava 'ljude' ('people') i javlja se u više varijanti: Miwok, Mewuk, MiWok, Meewoc.

## Plemena
Plemena Moquelumnan kolektivno su nazivana Miwok, navode se (J.W. Powell): Awani, Chumidok, Chumtiwa, Chumuch, Chumwit, Hettitoya, Kani, Lopolatimne, Machemni, Mokelumni, Newichumni, Olowidok, Olowit, Olowiya, Sakaiakumni, Seroushamne, Talatui, Tamoleka, Tumidok, Tumun, Walakumni, Yuloni. Isti autor navodi i plemena koje kolektivno naziva Olamentke.

## Povijest
Kroeber (1925) procjenjuje da je Miwoka 1770 bilo oko 11,000, od toga 500 Lake Miwoka, 1,500 Coast Miwoka i 9,000 Plains i Sierra Miwoka. Prvo kontakt s njima vjerojatno ima Sir Francis Drake 1579.  koji susreće Coast Miwoke. Kasnije kroz njihovu zemlju tek 1776. prolazi Jose Canizares, koji istražuje ovaj teritorij. U kasnom 18. stoljeću (1794.) dolazi do prvih preobraćenja Miwoka, i uskoro u ranom 19. stoljeću i do prvih sukoba s bijelcima; bitka na rijeci Consumes (1813.). U prvoj polovici 19. stoljeća Miwoki su imali niz nevolja s bijelcima. Izvjesni Sanchez napada ih 1819. i 1826. kada su imali nešto manje od 70 poginulih. Već sljedeće godine (1827.) mnogo ih je stradalo za vrijeme Sotovog napada u bici koja je trajala 5 sati. Najveće gubitke Miwoki trpe 1833. epidemijom malarije. Četiri godine kasnije (1837)  napadaju ih Španjolci (Mesa i Amador), a Miwoki imaju u ljudstvu 270 gubitaka. Pojava 'Zlatne groznice' nanosi im nove štete 1950. godine, a 1951. dolazi do rata  'Mariposa Indian War'  nakon kojega završava njihov slobodan život i odlazak na rezervate.

## Etnografija
Kultura Coast, Lake i Bay Miwoka slična je drugim kalifornijskim plemenima. Sakupljanje žira, ribolov, lov na jelene i drugu divljač s lukom i strijelom, i košaraštvo, je ono što joj je karakteristično. Kod njihovih istočnih rođaka, Sierra Miwoka, žir i košaraštvo također su prisutni. Kod Sierra Miwoka nalazimo kuću od kore 'ummuucha, ona je svakako najpoznatija međi Miwokima, ali postojali su i drugi oblici, slično su imali i Coast Miwok koji je nazivaju kotca, i može biti rađena od različitog materijala. Kuća za ples i ceremonije Kod Miwoka, kako se to još vidi u njihovom selu Kule Loklo, polupodzemna je građevina, prekrivena zemljom. Od ostalih struktura u selu Miwoka nalazimo još hambare za skladištenje žira, zvane cha’ka, i od polupodzemnih građevina parno kupatilo (lamma). -Žir su Indijanci sakupljali na jesen, sušio se i skladištio u cha’ka-hambarima, koji su mogli biti visoki osam ili više stopa (preko 2,5 metara). Svoj žir Miwoki su znali od kukaca štititi pomoću borovih iglica i pelina. Tanin, kojim žir obiluje, uklanjao se drobljenjem i namakanjem u vodi, nakon čega se fino brašno moglo upotrebljavati u izradi pogačica, glavne osnovne hrane kalifornijskih Indijanaca.

## Miwok danas
Danas Miwoki žive po rezervatima Big Sandy Rancheria, Buena Vista Rancheria, Chicken Ranch Rancheria, Cloverdale Rancheria, Cortina Rancheria, Graton Rancheria, Jackson Rancheria, North Fork Rancheria, Sheep Ranch Rancheria, Shingle Springs Rancheria i Tuolumne Me-Wuk Rancheria. Svih skupa 2000. ima ih 1,500.

## Vanjske poveznice
- Swanton
- The Miwok People
- selo Kule Loklo
- Miwok arhitektura  Arhivirana inačica izvorne stranice od 24. svibnja 2006. (Wayback Machine)
- Handbook of Indians of California (1919), by A. L. Kroeber (1919): The Miwok